# Dominique Mentha
Dominique Mentha (* 23. Oktober 1955 in Bern) ist ein Schweizer Sänger, Theaterregisseur und ‑intendant.

## Biografie
Dominique Mentha wurde als Sohn eines Arztes und einer Malerin in Bern geboren. Er studierte an der Hochschule für Musik in München bei Ernst Haefliger Gesang und bei August Everding Opernregie. Gleichzeitig nahm er privaten Schauspielunterricht bei Wolfgang Büttner.
Mentha begann seine künstlerische Karriere als Sänger. 1982 gründete er die Berner Operntruppe. Ab 1983 arbeitete er unter Arno Wüstenhöfer – ab 1985 unter Tobias Richter – am Bremer Theater als Regisseur. 1987 wurde er Oberspielleiter des Musiktheaters am Mainfranken Theater Würzburg. 1989 wechselte er in derselben Funktion an die Städtischen Bühnen Münster.
1992 wurde Mentha Intendant des Tiroler Landestheaters in Innsbruck als Nachfolger des langjährigen Leiters Helmut Wlasak (1930–2012). Einerseits lösten moderne Inszenierungen unter Mentha Kontroversen und 1'500 Abonnementskündigungen aus, andererseits erregte er mit spektakulären Erstaufführungen die Aufmerksamkeit der internationalen Fachkritik. 1999 löste Mentha Nikolaus Bachler als Intendant der Volksoper Wien ab. Sein Erneuerungskurs führte nach teils erfolgreichen, teils umstrittenen Aufführungen zu Querelen. Nachdem Kunststaatssekretär Franz Morak (ÖVP) im April 2002 angekündigt hatte, den bis 2005 laufenden Vertrag mit Mentha nicht verlängern zu wollen, schied dieser im Juni 2003 vorzeitig aus. Seine Nachfolge trat Rudolf Berger an.
Ab der Spielzeit 2004/05 übernahm Mentha die Intendanz des Luzerner Theaters, das seine Vorgängerin, die «gelobte, ungeliebte» Barbara Mundel (* 1959 in Hildesheim), im Juni 2004 verlassen hatte. Anfang Juni 2007 teilte die Stiftung Luzerner Theater mit, Menthas Vertrag werde bis 2014 verlängert, weil es ihm gelungen sei, «bei einer hohen künstlerischen Qualität die für ein Theater relevanten Zahlen spürbar zu verbessern». Mit der Spielzeit 2016/17 wurde Benedikt von Peter als neuer Intendant bestellt. Auf dessen Einladung kehrte Mentha 2019 nochmals kurz an das Luzerner Theater zurück, wo er «Lieder von Krieg und Liebe» von Claudio Monteverdi inszenierte.
Dominique Menthas Ehefrau stammt aus Seattle. Das Ehepaar lebt in Biel, Graz sowie auf einer Insel vor Seattle.